# Borchardt C-93
La Borchardt C93 (o C-93 o C 93) è una pistola autocaricante (Selbstlader-pistole) azionata da un corto rinculo con ritardo a ginocchiello, con canna da 165 mm (6.5") in calibro 7,65 Borchardt e caricatore estraibile da 8 colpi, ideata da Hugo Borchardt (1844–1921) prima del 1893, quando ancora lavorava in USA. È una delle prime, se non la prima pistola semiautomatica della storia, ad avere una commercializzazione di quantità notevoli e in grado di funzionare con affidabilità (basata sulla mitragliatrice Maxim del 1885).

## Storia
Intorno al 1892, il progettista d'armi Hugo Borchardt, uscito dall'esperienza presso la Fegyver és Gépgyár di Budapest (fabbrica di armi e macchinari) e da altre negli Stati Uniti, viene inserito a lavorare alla Ludw. Loewe & Co. (azienda tedesca operante nel settore dell'ingegneria meccanica, dell'industria degli armamenti e dell'industria elettrica, con sede a Berlino dal 1861), dal collega Georg Luger (Ingegnere tecnico d'armi e relatore commerciale dell'azienda) che conobbe probabilmente in USA. Qui, ebbe tempo e mezzi di progettare, realizzare e brevettare la sua invenzione bellica, che venne brevettata in molti paesi tra il 1893 e il 1896 e commerciata in tutto il mondo per alcuni anni.

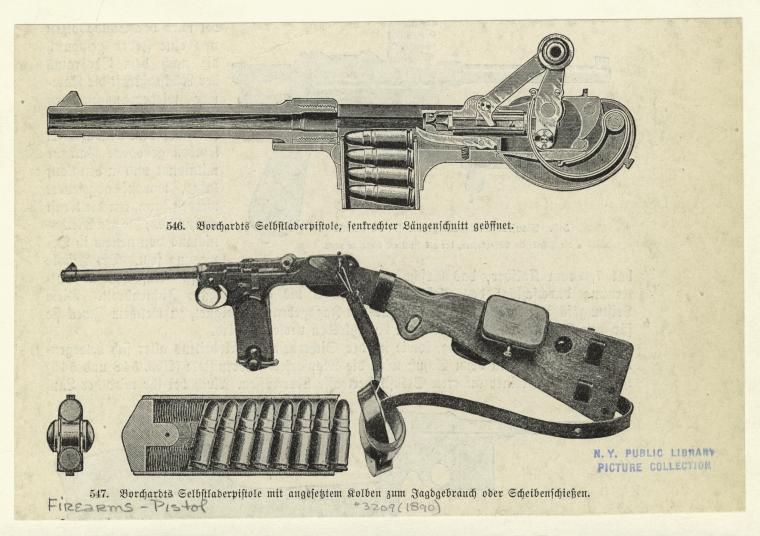
Borchardt Selbstladerpistole

L'anno dopo, il 21 novembre 1894, è Luger a presentare questa pistola in USA, davanti al comitato di armi leggere della Marina americana, alla Naval Ordnance Board di Providence (consiglio di artiglieria navale), che cercava una pistola-carabina. I 24 colpi sparati in 43" (3 caricatori), tutti a centro, erano del tipo "Luger rimless" e ciò fa supporre che Georg Luger fosse più coinvolto di ciò che si pensa, con la commercializzazione della pistola Borchardt.
Nel frattempo, il 1 gennaio 1897, il gruppo Loewe, con l'aiuto di Luger, assorbe la Deutsche Metall Patronenfabrik di Karlsruhe (fabbrica tedesca di cartucce metalliche), formando la DWM.
Nel giugno 1897, Luger presenta la pistola C93 anche ai test svizzeri di Thun, e il 20 ottobre torna in America davanti agli Ufficiali di Artiglieria della US Army, riuniti all'armeria di Springfield per effettuare i test sulla "carbina automatica Borchardt", nei quali vede e conferma cosa non viene apprezzato di quest'arma e di alcune altre presenti ai vari test di quegli anni (es: Mannlicher M1894, Mauser C96). Prova quindi a ideare e indicare delle modifiche, ma Borchardt non sembra molto contento, né disposto ad accettarle; quindi, in accordo con la DWM, disegna una nuova pistola in pochissimo tempo (la Luger Parabellum), recuperando molte delle mancanze annotate, e con la quale passa le prove svizzere dell'anno seguente (del 23-26 novembre 1898), indette dalla KMW (Kriegsmaterials verwaltung - amministrazione federale dei materiali bellici).
In questa forma, la C93 era un progetto immaturo. Fu respinto in diverse gare d'appalto per armi militari di ordinanza, con le seguenti riserve:
- l'arma è estremamente lunga e pesante
- angolo dell'impugnatura è sfavorevole
- la cartuccia è troppo debole (poco potente)

Inoltre, la produzione era piuttosto complessa, tanto che venne interrotta dopo le prime 3000 copie.

## Tecnica

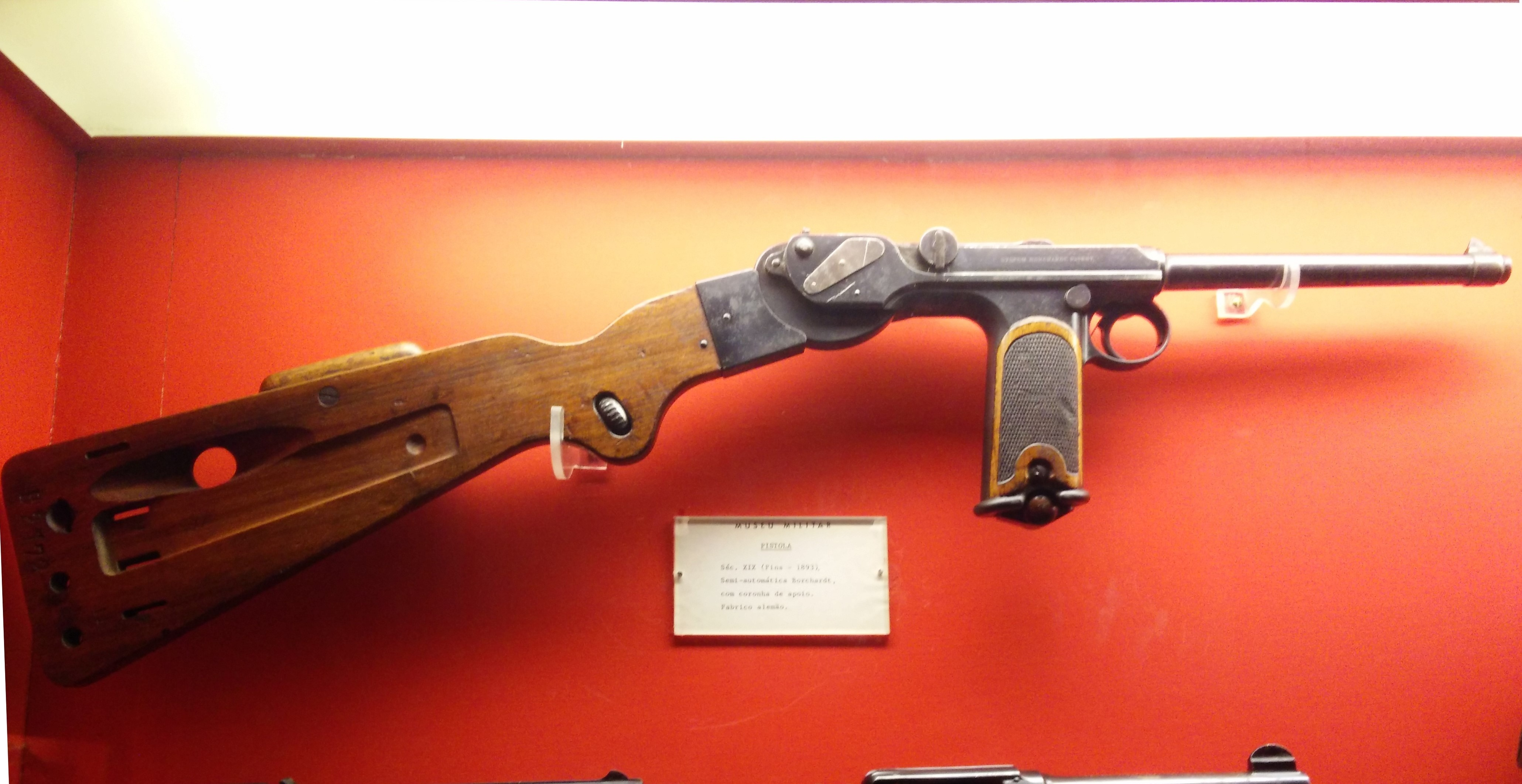
Borchardt C93 carabina

Molto probabilmente, la C93 nasce nella mente di Borchardt, già come pistola-carabina, ovvero come le pistole a canna lunga che andranno di moda da lì a pochi anni (es: Mauser C96, Luger Carabina, ecc). L'azionamento a ginocchiello è formato da un braccio in due pezzi, il quale dopo lo sparo si piega verso l'alto, grazie al giunto centrale (ginocchio), assecondando il movimento retrogrado dell'otturatore ed espellendo il bossolo scarico; a fine corsa, la molla di recupero fa ritornare in chiusura l'otturatore, ma prima incamerando una nuova cartuccia. Pur essendo un'arma precisa e celere nel tiro, restò sempre comunque abbastanza ingombrante, costosa da produrre e difficile da maneggiare, anche a causa del calcio pressoché verticale, della canna piuttosto lunga e della importante protuberanza posteriore. 

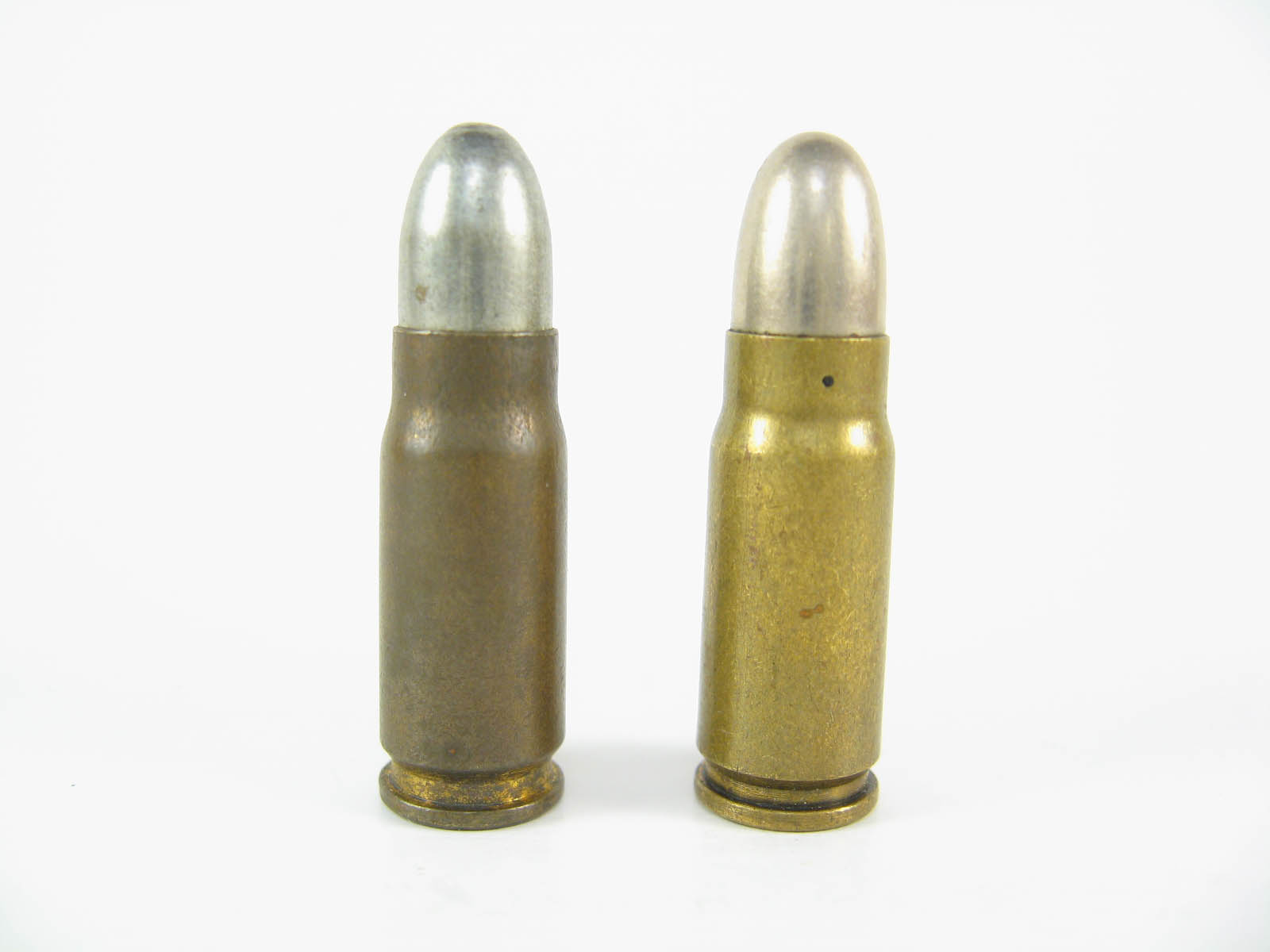
7,65 mm Borchardt e 7,63 mm Mauser

Per di più, il rinculo era inaspettatamente impattante sulla mano, in confronto alle armi cariche a polvere nera dell'epoca. La cartuccia della C93 ispirò indubbiamente i fratelli Feederle (Fidel, Friedrich, e Josef) che la usarono per la creazione della cartuccia 7,63 mm Mauser e della pistola C96. A sua volta la 7,65 Borchardt fu ispirata dalla Patrone 88 (cartuccia con propellente senza fumo di prima generazione, progettata dalla Gewehr-Prüfungskommission o GPK - Commissione tedesca per i test sui fucili) e probabilmente con l'aiuto di G. Luger.

## Galleria d'immagini

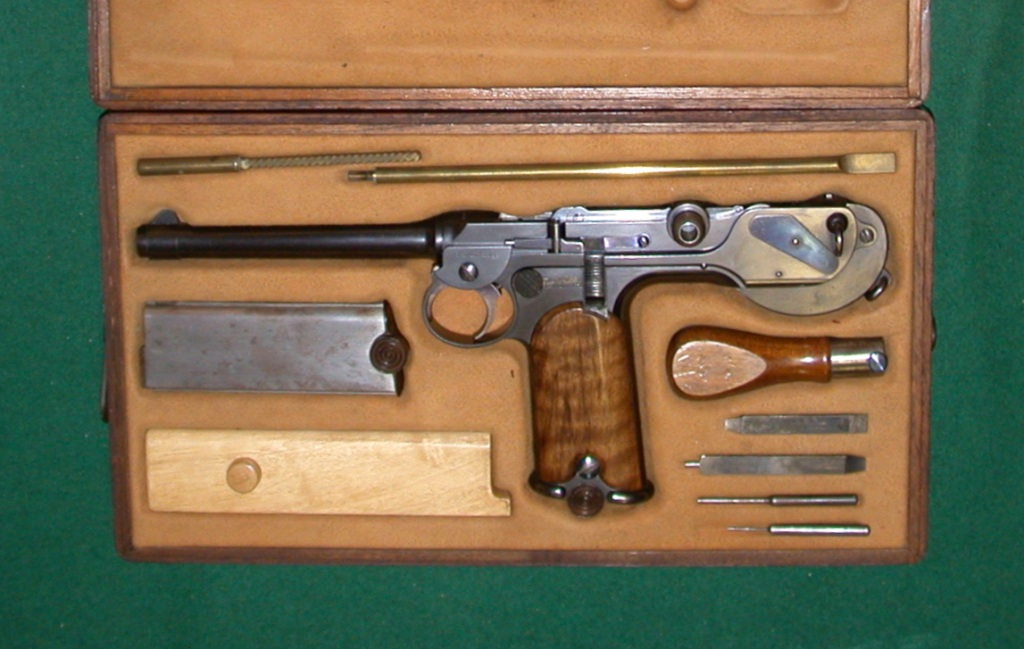
Una C-93 con scatola di trasporto ed accessori
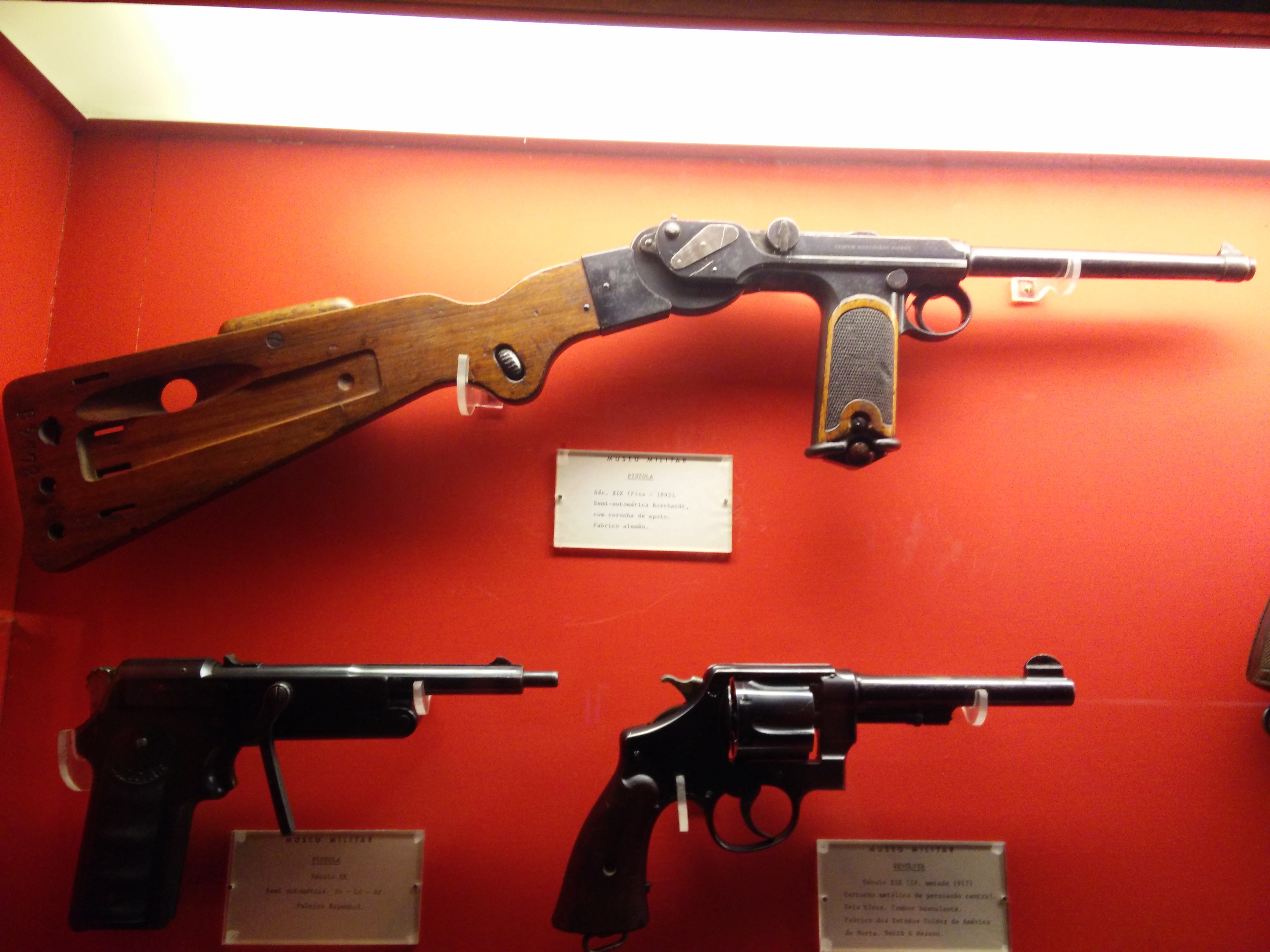
Una C-93 con calcio
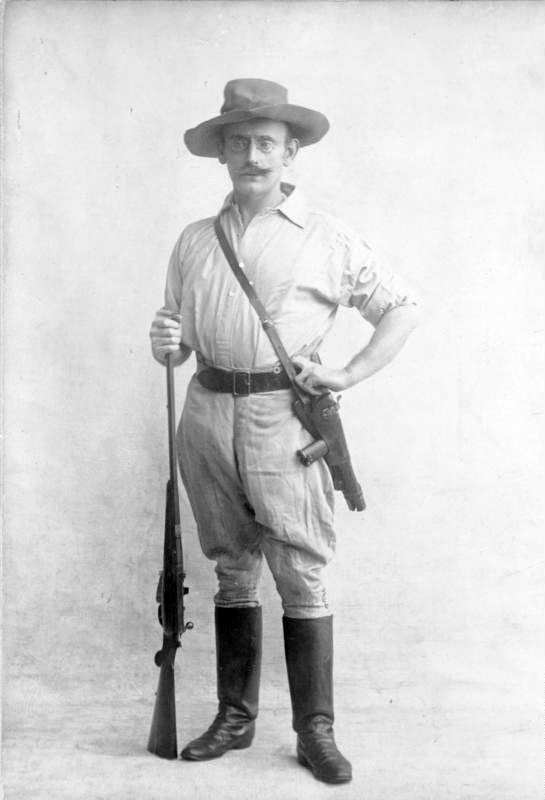
Carl Peters con una C-93 in fondina
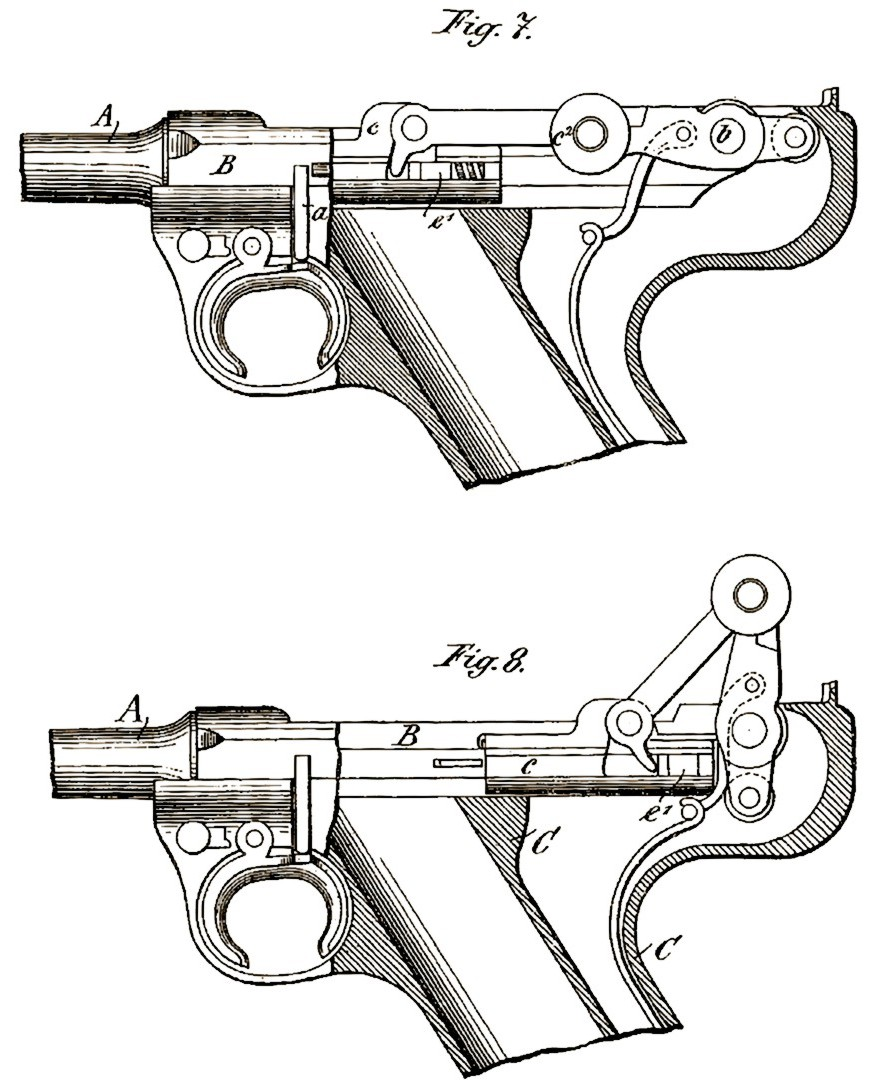
Ginocchiello Borchardt-Luger della Parabellum 1898, simile a quello della C-93
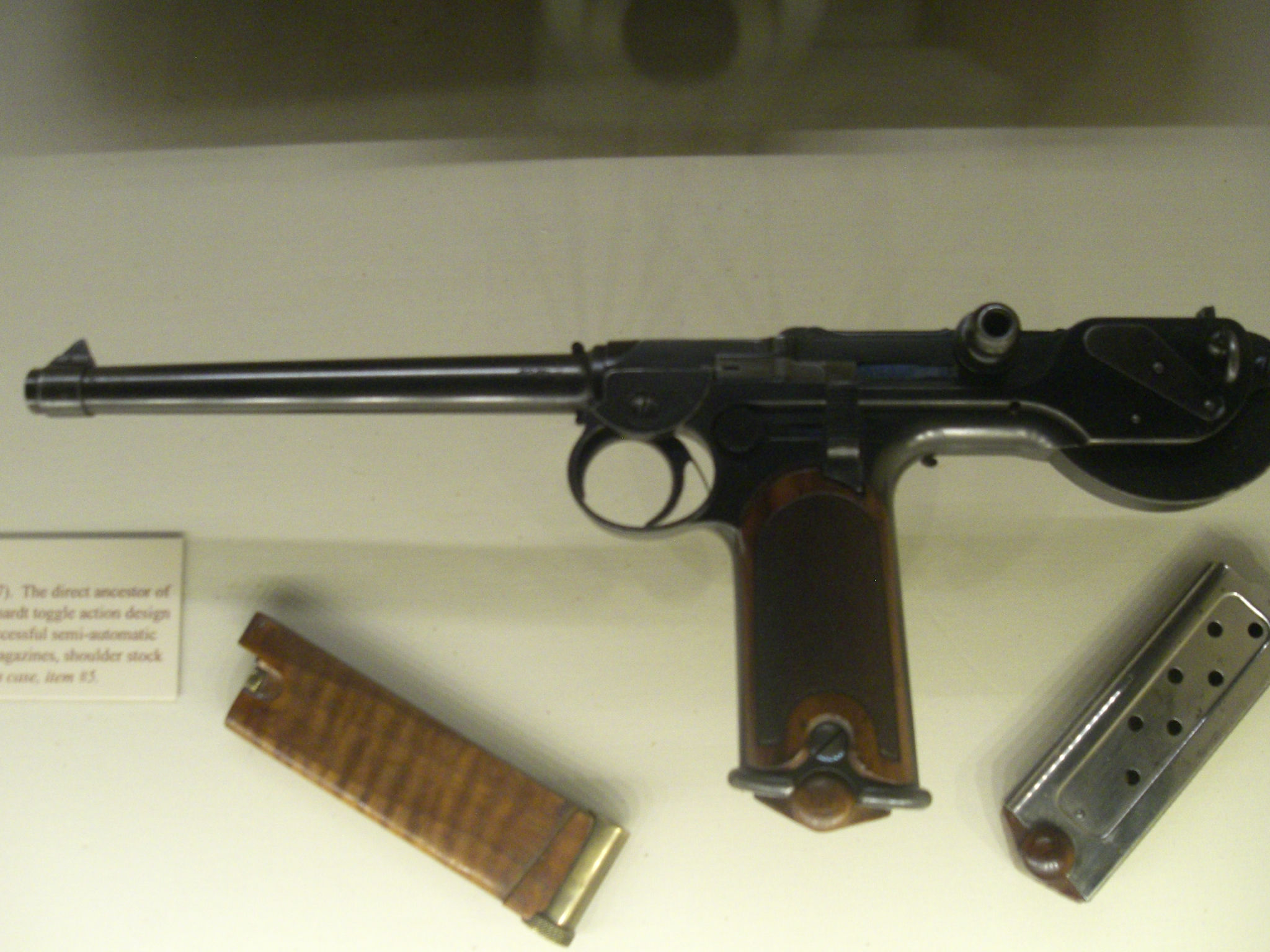
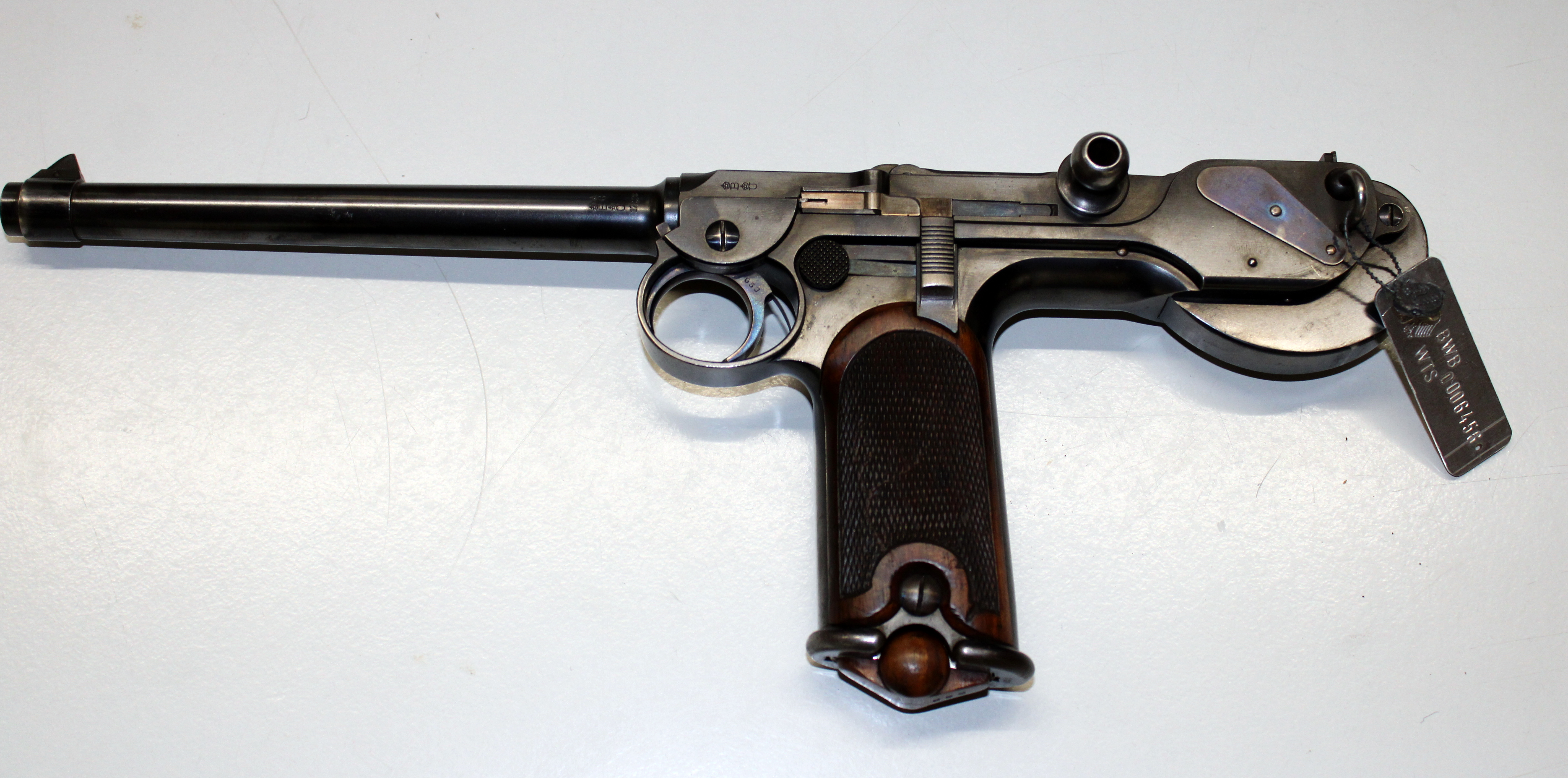
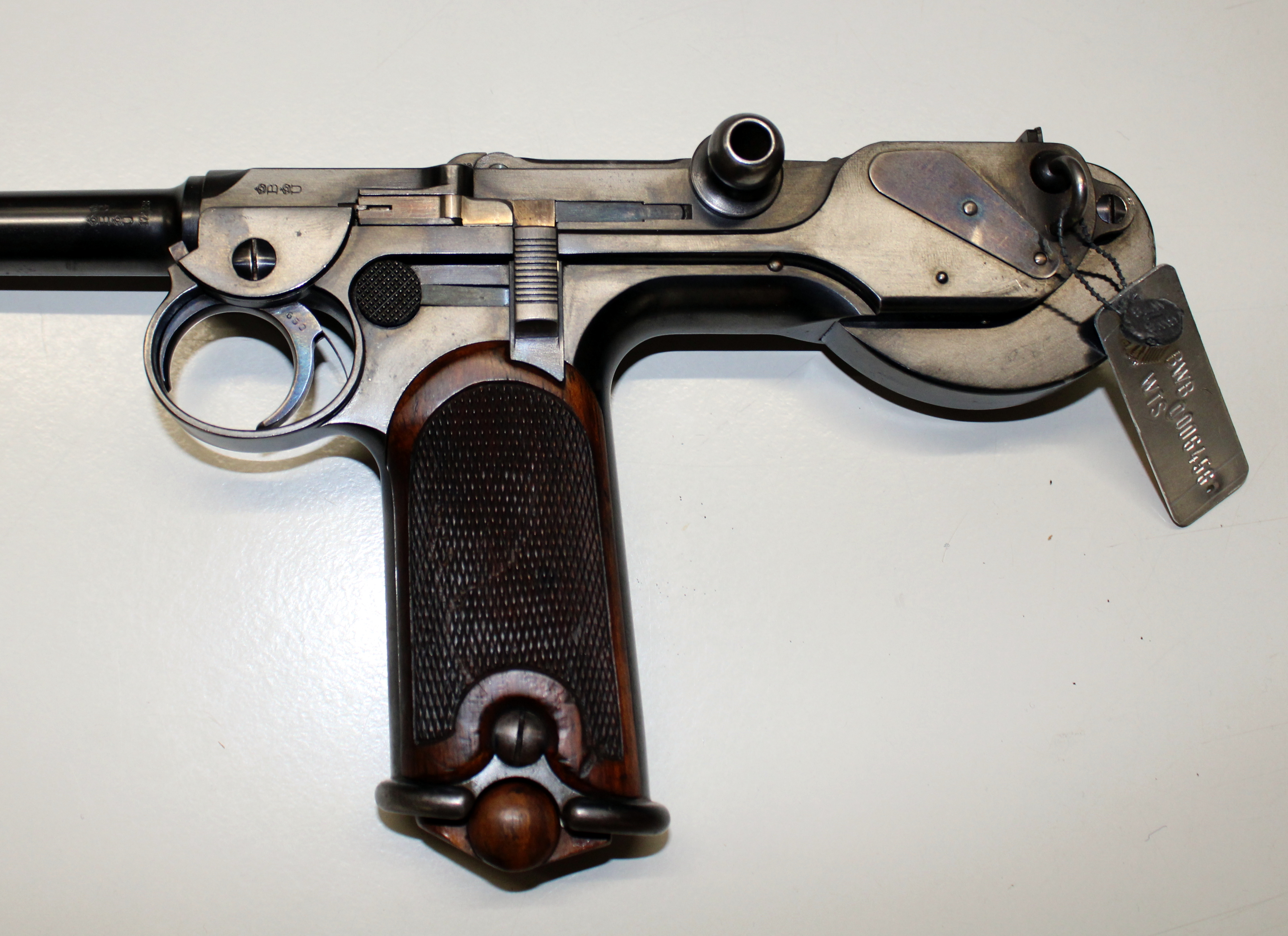
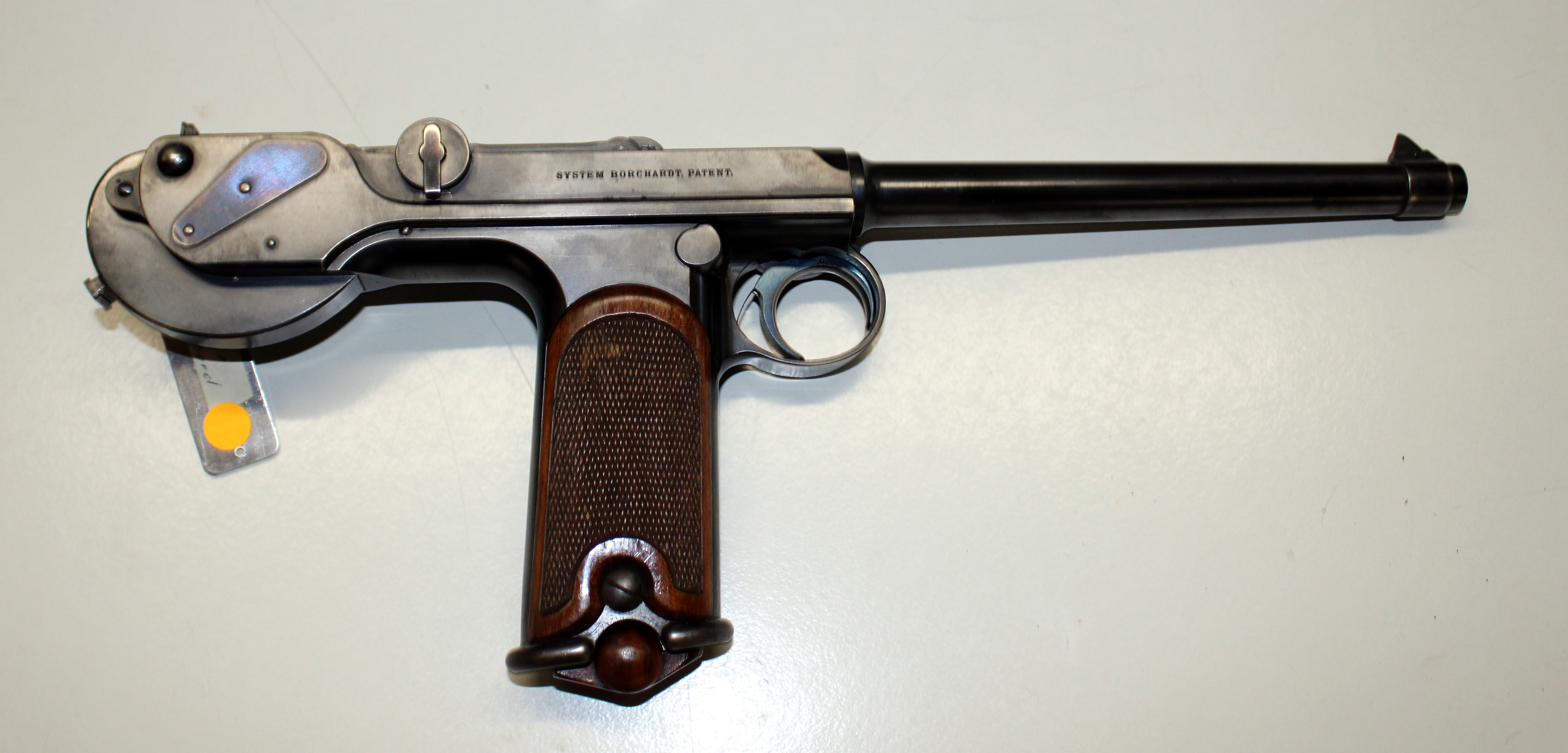
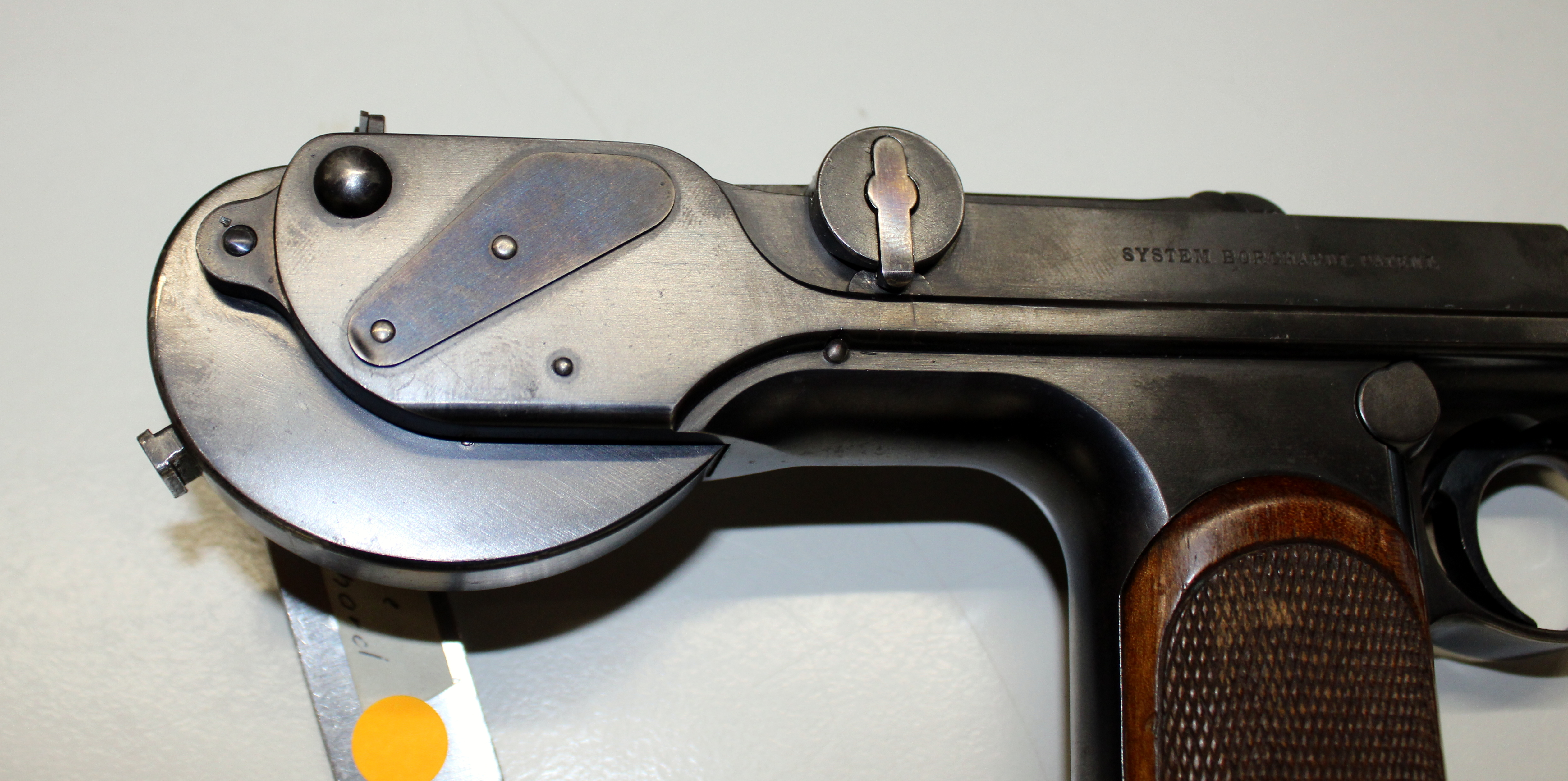
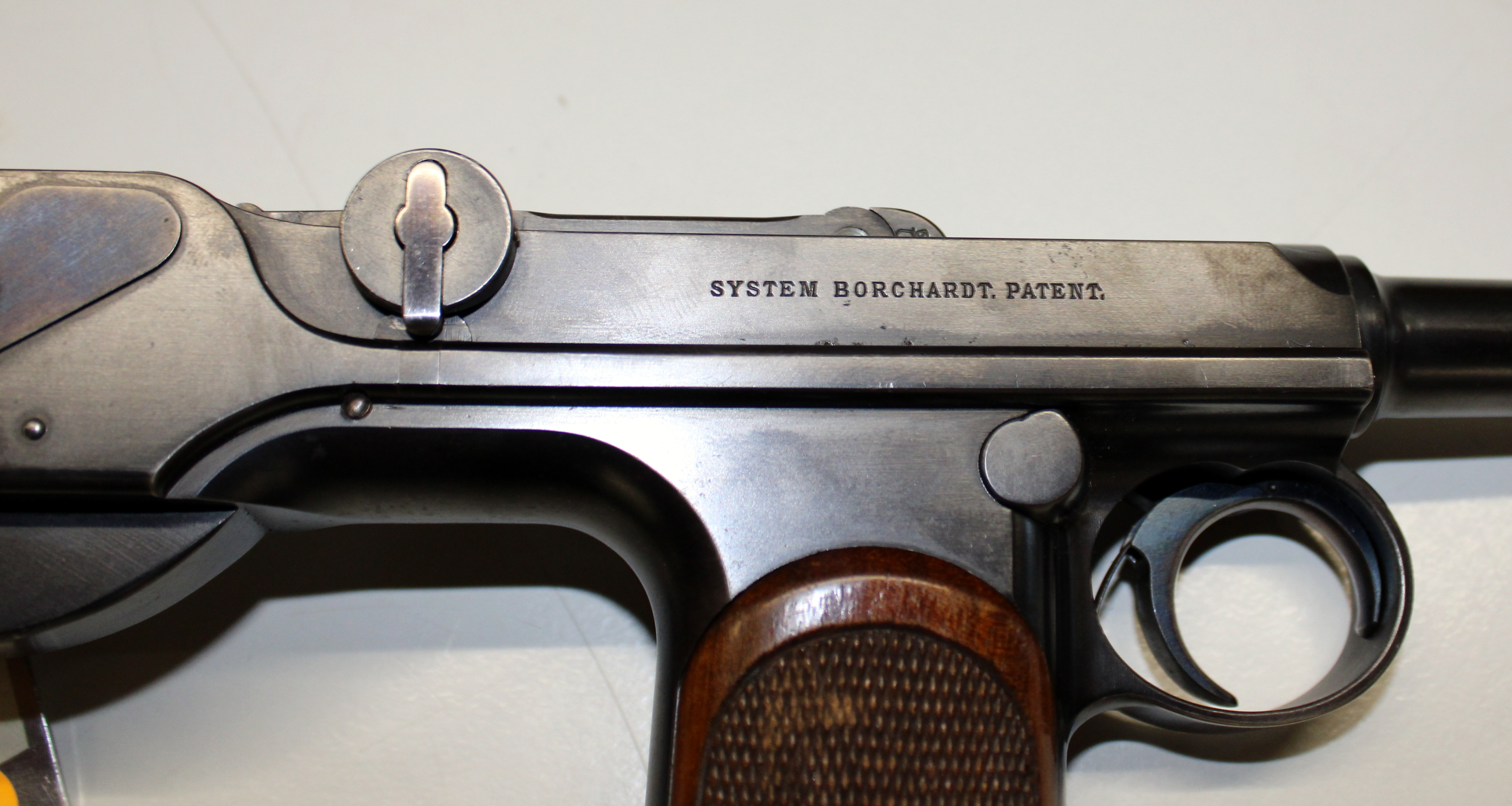
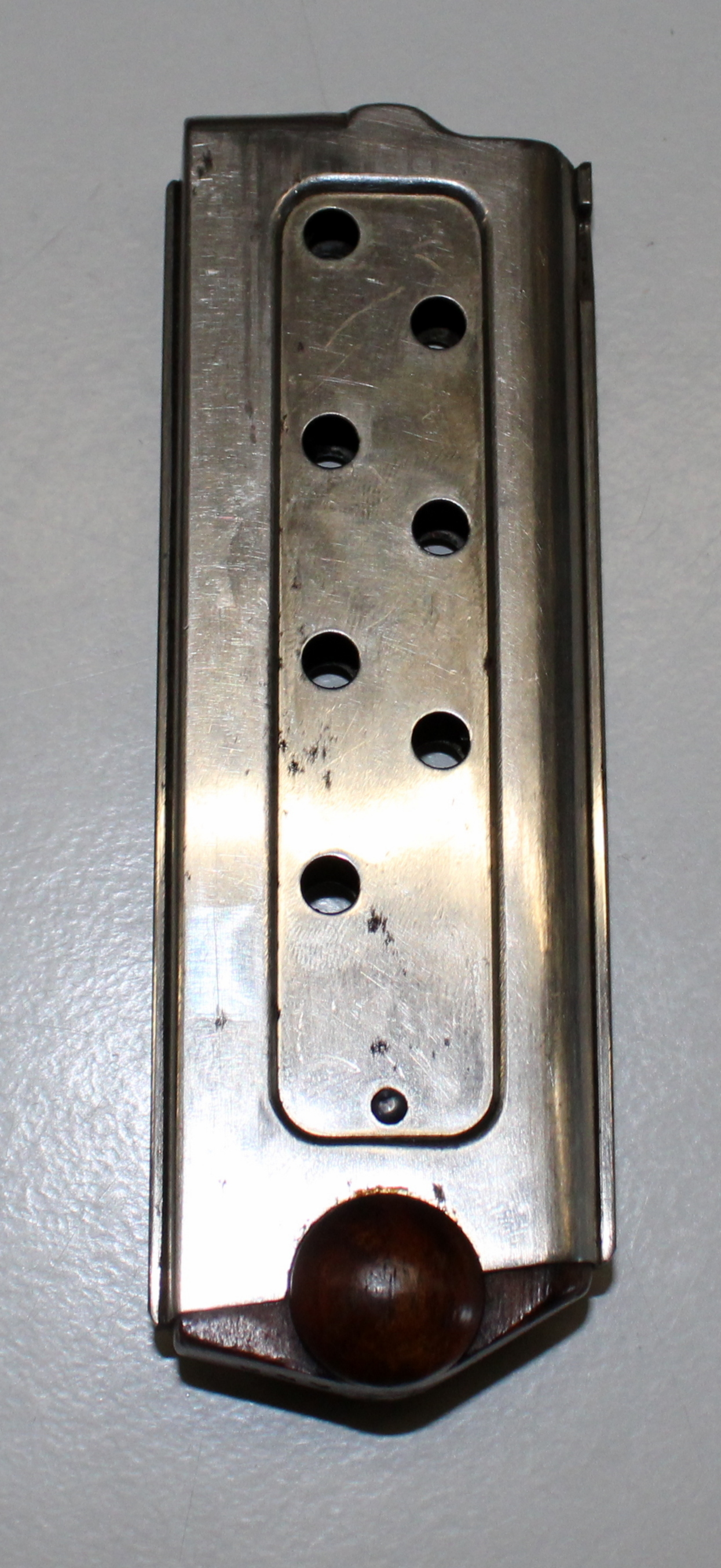
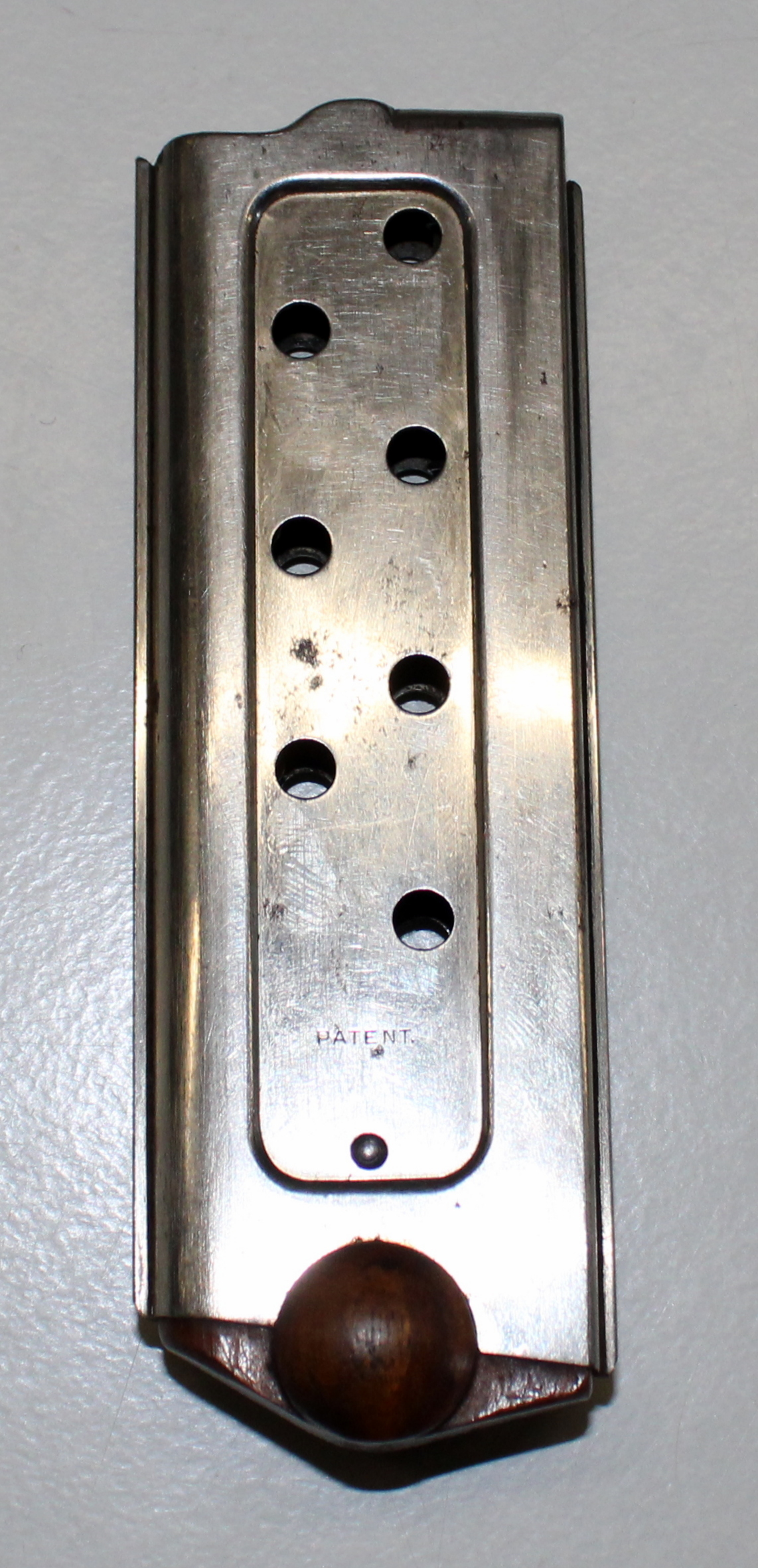
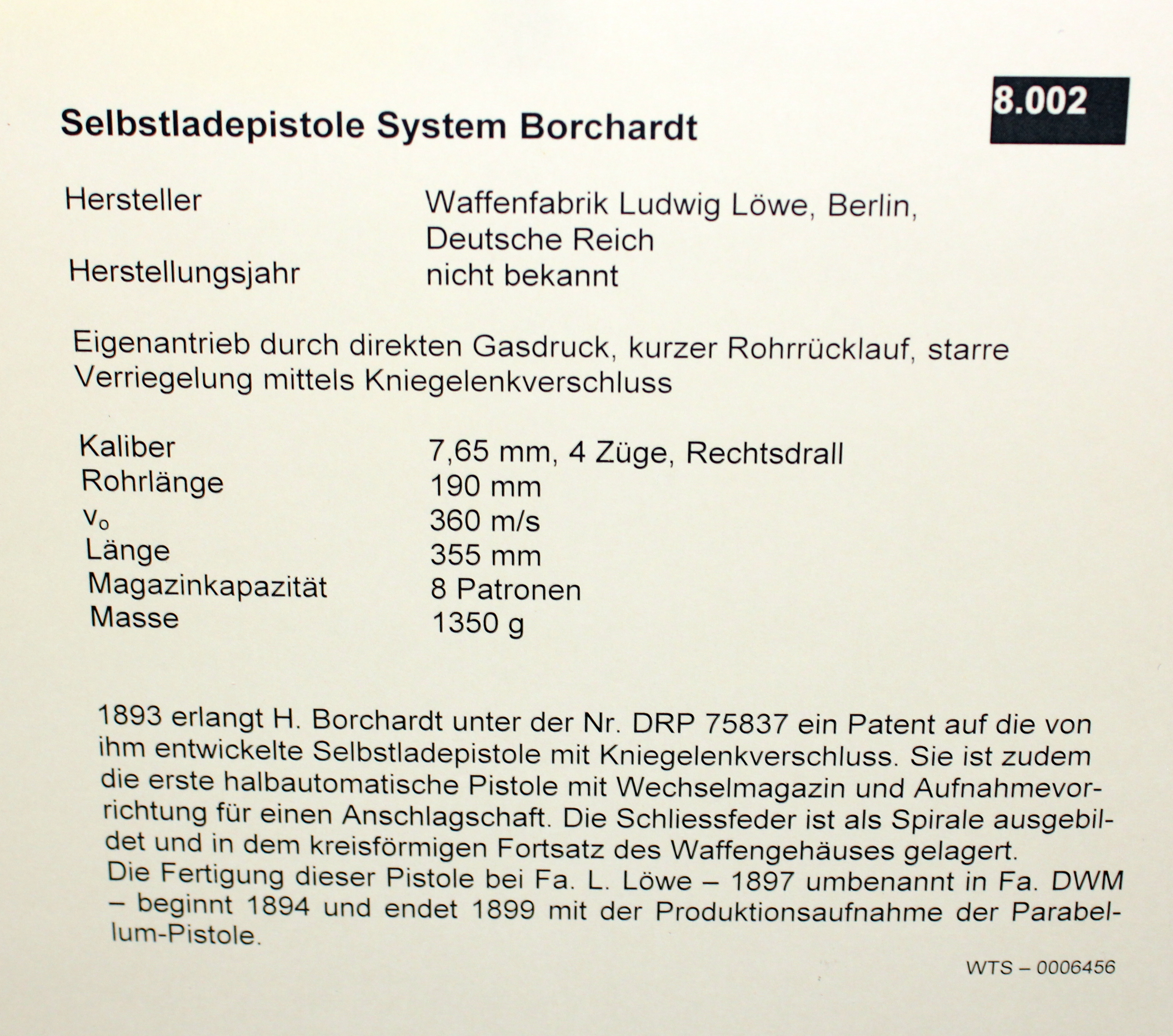
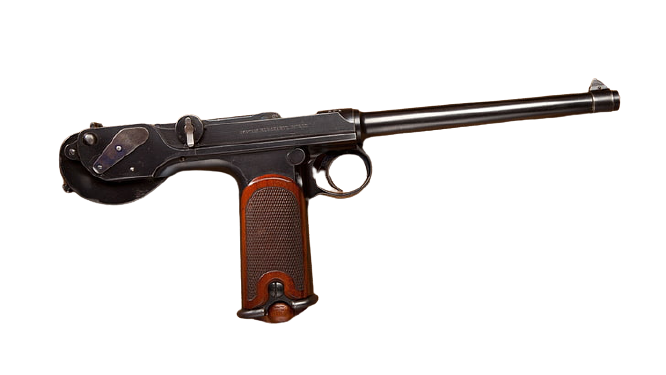

## La C-93 nella cultura di massa
- In ambito videoludico, la C-93 appare nel videogioco Red Dead Redemption 1 e 2 (dove viene denominata pistola semiautomatica).
- Compare anche in Battlefield 1, sia in versione pistola che in versione carabina.